# Castelnuovo (Italie)
Pour les articles homonymes, voir Castelnuovo.
Castelnuovo est une commune italienne d'environ 1 000 habitants située dans la province autonome de Trente dans la région du Trentin-Haut-Adige dans le nord-est de l'Italie.
 (octobre 2023).

## Administration
| Période                                  | Période | Identité | Étiquette | Qualité |
| ---------------------------------------- | ------- | -------- | --------- | ------- |
|                                          |         |          |           |         |
| Les données manquantes sont à compléter. |         |          |           |         |

### Communes limitrophes
Les communes limitrophes sont  Asiago, Borgo Valsugana, Carzano, Castel Ivano, Scurelle et Telve.